# نوزاد می‌سی‌سی‌پی
نوزاد می‌سی‌سی‌پی (به انگلیسی: Mississippi Baby) (متولد ۲۰۱۰) دختر نوزادی در می‌سی‌سی‌پی است که پنداشته می‌شد در سال ۲۰۱۳ از اچ‌آی‌وی رهایی یافته‌است. او از مادری مبتلا به اچ‌آی‌وی متولد شد و تست اچ‌آی‌وی او در بدو تولد مثبت بود. این نوزاد سی ساعت پس از تولد، تحت درمان با داروی ضد ویروسِ پَسگرد یا آنتی رترو ویروس با دوز بالا قرار گرفت. وقتی کودک حدود ۱۸ ماهه بود، مادرش به مدت ۵ ماه کودک را برای معاینات پیگیری نیاورد. هنگامی که مادر بعد از ۵ ماه به همراه کودک برای معاینه بازگشت، پزشکان انتظار داشتند با سطح بالایی از اچ‌آی‌وی در بدن او روبرو شوند، اما در کمال تعجب، هیچ ویروس اچ‌آی‌وی در بدن نوزاد نیافتند. تصور می‌شد که نوزاد می‌سی‌سی‌پی پس از بیمار برلین، تنها بیماری است که اچ‌آی‌وی‌اش درمان شده‌است. در نتیجه مؤسسه ملی سلامت تصمیم گرفت تا مطالعه‌ای جهانی پیرامون درمان تهاجمی با آنتی رترو ویروس بر روی نوزادان تازه متولد شده از مادران مبتلا به اچ‌آی‌وی انجام دهد. تصور می‌شد که درمان با آنتی رترو ویروس با دوز بالا بر روی نوزادان، درمانی برای اچ‌آی‌وی باشد. اما در ۱۰ ژوئیه ۲۰۱۴، گزارش شد که نوزاد می‌سی‌سی‌پی به اچ‌آی‌وی مبتلا است. اجرا شدن یا نشدن این مطالعهٔ جهانی توسط مؤسسه ملی سلامت، هنوز در هاله‌ای از ابهام است.